# كأس الإنتركونتيننتال 1984
كأس الإنتركونتيننتال 1984 (بالإنجليزية: 1984 Intercontinental Cup)‏ هو الموسم 23 من  كأس الإنتركونتيننتال. الذي يشرف على تنظيمه الاتحاد الأوروبي لكرة القدم، وكان عدد الأندية المشاركة فيه  2، وفاز فيه إنديبندينتي.